# Глаттфельден
Глаттфельден (нім. Glattfelden) — громада  в Швейцарії в кантоні Цюрих, округ Бюлах.

## Географія
Громада розташована на відстані близько 105 км на північний схід від Берна, 21 км на північ від Цюриха.
Глаттфельден має площу 12,3 км², з яких на 19,5% дозволяється будівництво (житлове та будівництво доріг), 45,5% використовуються в сільськогосподарських цілях, 31,9% зайнято лісами, 3% не є продуктивними (річки, льодовики або гори).

## Демографія
2019 року в громаді мешкало 5217 осіб (+22,4% порівняно з 2010 роком), іноземців було 24,5%. Густота населення становила 424 осіб/км².
За віковим діапазоном населення розподілялося таким чином: 22,1% — особи молодші 20 років, 63,1% — особи у віці 20—64 років, 14,8% — особи у віці 65 років та старші. Було 2162 помешкань (у середньому 2,4 особи в помешканні).
Із загальної кількості 1104 працюючих 35 було зайнятих в первинному секторі, 242 — в обробній промисловості, 827 — в галузі послуг.